# تشو قو
تشو قو (بالصينية: 朱国) هو لاعب تايكوندو صيني، ولد في 14 يونيو 1985 في فوشين في الصين.

## وصلات خارجية
- تشو قو على موقع TaekwondoData.com (الإنجليزية)
- تشو قو على موقع أوليمبيديا (الإنجليزية)
- تشو قو على موقع اللجنة الأولمبية الصينية (الإنجليزية)